# Gartnait III
Gartnait III, també conegut amb els noms de Gartnait mac Wid o Gartnait mac Foth, va ser rei dels pictes del 631 al 635.
Es dedueix pels noms amb els que apareixen a les cròniques que Gernait III era germà de Bruide mac Wid i de Talorg mac Wid, també reis dels pictes durant el segon quart del segle vii. Era net del rei Nechtan nepos Uerb.
La Crònica picta li atribueix un regnat de 4 anys i els Annals d'Ulster diuen simplement:
- 635 "Batalla de Segais on van caure Lochene mac Nechtan Cennfhata, Cumuscach mac Oengus i Gartnait mac Foth".[2]